# Église Notre-Dame-de-l'Assomption de Doingt
L'église Notre-Dame-de-l'Assomption de Doingt est une église catholique située sur le territoire de la commune de Doingt, dans l'est du département de la Somme, à côté de Péronne.

## Historique
Une église fut construite à Doingt au Moyen Âge et fut détruite en 1787. Elle fut remplacée en 1789 par un nouvel édifice de style néoclassique. Cette église fut totalement ruinée au cours de la Première Guerre mondiale. L'église actuelle a été construite dans  l'entre-deux-guerres et fut inaugurée en 1930. C'est l'architecte Maurice Quentin qui en réalisa les plans. L'église a été restaurée en 2016-2017.

## Caractéristiques
L'édifice est construit en béton avec parement de pierre en style néoroman, selon un plan basilical traditionnel. La façade principale reprend les caractéristiques de l'art roman : sobriété et étroitesse des fenêtres, contreforts, porche arrondi avec tympan sculpté représentant la Vierge entourée d'anges, voussures retombant de chaque côté sur une colonnette, au-dessus du porche, une rosace. Une tour-clocher massive et hors œuvre rappelle les clochers romans par sa structure et son sobre décor.
À l'intérieur, l'abside est décorée d'une peinture murale de Gustave Riquet, représentant l'Assomption de la Vierge ; Marie s’élevant dans le ciel au-dessus du village de Doingt en ruines. Le dessus des deux autres autels est décoré de peintures du même artiste.

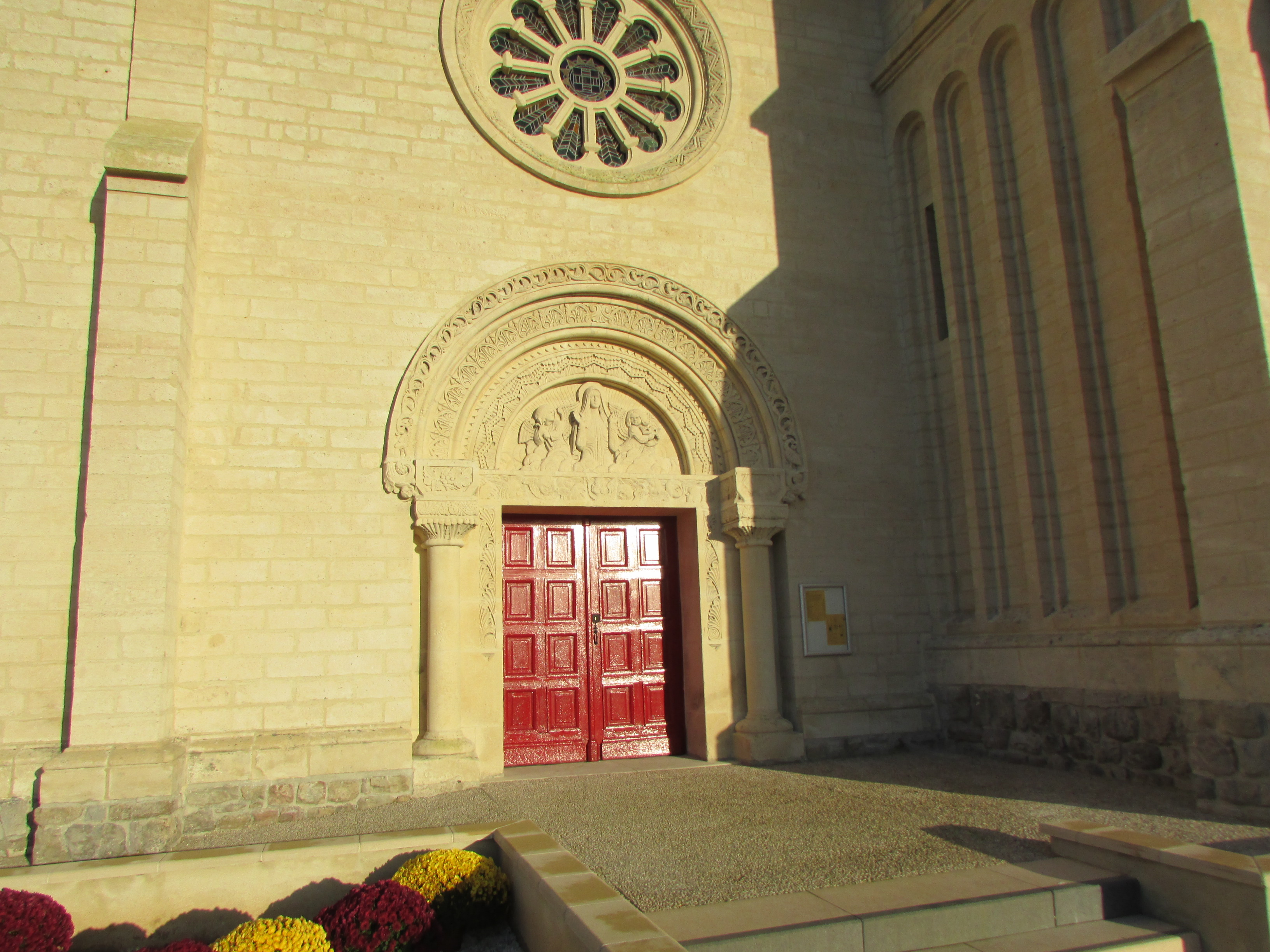
Le porche de l'église Notre-Dame-de-l'Assomption.